# グロリア (みんなのGOLF)
グロリアは、ソニー・コンピュータエンタテインメント開発の『みんなのGOLF』シリーズと『みんなのテニス』シリーズに登場する架空の人物。担当声優は井上喜久子。

## 特徴
ロシア出身の24歳の成人女性。金髪のセミロングヘアーと右目の目尻の泣き黒子がチャームポイント。服装は臍を露出したトップスに短パン姿が定着しているが、『テニス』シリーズ、及び『みんなのGOLF6』では違う服装をしている。言葉使いは全体的に色っぽく、「うふーん」「あはーん」などの掛け声や動作など色気が有るものが多い。シリーズを通し性能は中〜上級者向けで、バンカーが不得意。好きな事は香水集め等、嫌いな事は騒がしい音や日焼け等。初登場はシリーズ第3弾である『みんなのGOLF3』。後述の妹のシルビアよりも遅れて登場した。この作品から『みんなのGOLFポータブル2』まで、及びPS3版『みんなのGOLF6』では隠しゴルファーとして参戦しており、その性能に見合い、登場は比較的後半(『ポータブル2』、PS3版『6』では対戦は行わない)。『みんなのGOLF5』、Vita版『みんなのGOLF6』では有料で購入可能な追加コンテンツとして参戦。初登場以降、唯一不参加なのは『ポータブル』1作のみ。
そのセクシーで爽やかなキャラクターからファンも多く、現在は男性ゴルファーのスズキと並び、シリーズの常連となっている。名前の由来は日産自動車の車種の名称である「グロリア」からそのまま取っている。彼女よりも先に『みんなのGOLF2』で初登場した妹の「シルビア」がおり、こちらもやはり車種の名称から取っている。姉がシリーズに何作にも渡って出演しているのに対し、妹の出演は現在『2』と『4』の二回のみである。『4』では現在唯一、姉妹が共演している(それまでは『2』、『3』とそれぞれ単独での出演であった)。因みにシルビアは幼い頃に姉と生き別れになってしまっていた。

## 登場作品
みんなのGOLF 3 (2001年PS2)
初登場作品。今作では、VSモードの終盤で計四人存在する「闇ゴルフ界の四天王」の一人にして紅一点として登場し、その役回りもあり現在よりも目付きがキツく、声も低めであった。隠しプレイヤーキャラクター「シャーク」に勝つと挑戦者として現れ、それに勝つと使用可能になる。
みんなのGOLF 4 (2003年 PS2)
二度目の参戦。今作では『2』から再登場した妹のシルビアと唯一共演している。彼女同様のシリーズ常連キャラクター「スズキ」とはこれが初共演(『3』で既に共に登場しているが、この頃のスズキはキャディの為、プレイヤーキャラクターとしての共演は今作が初)。今作からは「闇の刺客」という設定は無くなっている。
また、VSハードモード（いわゆる裏VS）では「絶対零度の微笑」というキャッチコピーを持っており、これは前作の「裏ローズ」から引き継がれた肩書きとなる。
みんなのテニス (2006年 PS2)
この作品ではキャラクターの等級が初級・中級・上級に分かれており、中級ランクの6人のうちのキャラクターのひとり。初戦時に勝てばプレイヤーキャラクターとなる。
みんなのGOLF 5 (2007年 PS3)
今作より、有料で購入可能な追加コンテンツとして参戦となる。また今作より、イーグル以上を獲得すると小動物と戯れるアニメーションが挿入されるようになった。
みんなのGOLFポータブル2 (2007年 PSP)
隠しキャラクター。エンディング後に特定の条件を満たしたうえで話しかけるとプレイヤーキャラクターとなる。
みんなのテニス ポータブル (2010年 PSP)
隠しキャラクター。エンディング後に特定の条件を満たしたうえで、対戦に勝利するとプレイヤーキャラクターとなり、同時に審判に選択することもできる。
みんなのGOLF6 (2011年 - PS Vita   2012年 - PS3)
Vita版は前作同様有料追加コンテンツとして配信、PS3では標準搭載でポイントを一定値まで貯めると出現する。今作ではスズキが未登場の為、共演していない。
みんなのGOLFVR
有料で購入可能なキャディーとして登場し、プレイヤーをサポート。今作はキャディーとの対話もメインとなっている為、それまでは部分的な台詞しか用意されていなかった彼女に初めて本格的な会話ボイスが与えられた。
みんなのGOLF WORLD(2025年9月発売予定PS5、Nintendo Switch、Steam)

服装が5に準じた物に戻された他、初めてサンバイザーを着けてプレーしている。また一度は消えた「闇ゴルフ界の四天王」の設定も元ではあるが復活している。